# Girabola
O Campeonato Nacional de Séniores, mais conhecido por Girabola, é o principal campeonato nacional de futebol de Angola, organizado pela Federação Angolana de Futebol.
O termo Girabola é uma criação do nacionalista, radialista e relator desportivo Rui Carvalho, em 1972, no tempo em que ainda o campeonato angolano era oficialmente denominado Campeonato do Estado Ultramarino de Angola. O nome Girabola diferenciava a competição das outras restantes províncias ultramarinas e era uma forma subtil de protesto anti-colonial.

## História
A competição é a sucessora do "Campeonato do Estado Ultramarino de Angola".
Entre 1976 e 1979, esta competição futebolística nacional não se realizou.
Em 1979 foi disputada a primeira edição da prova pós-independência, composta por 24 equipas, divididas em grupos de quatro ou seis equipas, numa prova iniciada a 8 de Dezembro de 1979.
Em 1980 a competição foi disputada pelas treze equipas melhor classificadas na época anterior, mais o Sagrada Esperança, beneficiado da divisão das lundas em norte e sul. A última edição a ser disputada por catorze equipas foi em 1990.
Em 1991 e 1992, dezasseis equipas participaram na competição.
Em 1993 e 1994, o número de equipas a disputar a prova foi reduzido para doze, por causa da guerra civil que impediu as equipes de Huambo de participarem da competição.
Em 1995 a competição voltou a ser disputada por catorze equipas. Desde esse ano o sistema de pontuação também se alterou, o vencedor do jogo passou a ganhar 3 pontos em vez dos 2 pontos ganhos anteriormente.
Desde 2010 o campeonato é disputado por 16 equipas.

## Clubes

### Títulos por edição
| Campeonato do Estado Ultramarino de Angola (1941–1975) | Campeonato do Estado Ultramarino de Angola (1941–1975) | Campeonato do Estado Ultramarino de Angola (1941–1975) | Campeonato do Estado Ultramarino de Angola (1941–1975) | Campeonato do Estado Ultramarino de Angola (1941–1975) | Campeonato do Estado Ultramarino de Angola (1941–1975) | Campeonato do Estado Ultramarino de Angola (1941–1975) |
| Edição                                                 | Ano                                                    | Campeão                                                | Vice-campeão                                           | Terceiro colocado                                      | Artilheiro                                             | Gols                                                   |
| ------------------------------------------------------ | ------------------------------------------------------ | ------------------------------------------------------ | ------------------------------------------------------ | ------------------------------------------------------ | ------------------------------------------------------ | ------------------------------------------------------ |
| 1                                                      | 1941                                                   | Sporting de Luanda (1)                                 |                                                        |                                                        |                                                        |                                                        |
| 2                                                      | 1942                                                   | Sporting de Luanda (2)                                 |                                                        |                                                        |                                                        |                                                        |
| 3                                                      | 1943                                                   | Benfica de Benguela (1)                                |                                                        |                                                        |                                                        |                                                        |
| 4                                                      | 1944                                                   | Sporting de Luanda (3)                                 |                                                        |                                                        |                                                        |                                                        |
| 5                                                      | 1945                                                   | Sport da Catumbela (1)                                 |                                                        |                                                        |                                                        |                                                        |
| 6                                                      | 1946                                                   | Sporting de Luanda (4)                                 |                                                        |                                                        |                                                        |                                                        |
| 7                                                      | 1947                                                   | Sporting de Luanda (5)                                 |                                                        |                                                        |                                                        |                                                        |
| –                                                      | 1948–1950                                              | Desconhecido                                           | Desconhecido                                           | Desconhecido                                           | Desconhecido                                           | Desconhecido                                           |
| 8                                                      | 1951                                                   | Ferroviário de Nova Lisboa (1)                         |                                                        |                                                        |                                                        |                                                        |
| 9                                                      | 1952                                                   | Nacional de Benguela (1)                               |                                                        |                                                        |                                                        |                                                        |
| 10                                                     | 1953                                                   | Ferroviário de Luanda (1)                              |                                                        |                                                        |                                                        |                                                        |
| 11                                                     | 1954                                                   | Lobito (1)                                             |                                                        |                                                        |                                                        |                                                        |
| 12                                                     | 1955                                                   | Sporting de Luanda (6)                                 |                                                        |                                                        |                                                        |                                                        |
| 13                                                     | 1956                                                   | Sporting de Luanda (7)                                 |                                                        |                                                        |                                                        |                                                        |
| 14                                                     | 1957                                                   | Ferroviário de Luanda (2)                              |                                                        |                                                        |                                                        |                                                        |
| 15                                                     | 1958                                                   | Sport da Catumbela (2)                                 |                                                        |                                                        |                                                        |                                                        |
| 16                                                     | 1959                                                   | Nacional de Benguela (2)                               |                                                        |                                                        |                                                        |                                                        |
| 17                                                     | 1960                                                   | Nacional de Benguela (3)                               |                                                        |                                                        |                                                        |                                                        |
| 18                                                     | 1961                                                   | Nacional de Benguela (4)                               |                                                        |                                                        |                                                        |                                                        |
| 19                                                     | 1962                                                   | Ferroviário de Luanda (3)                              |                                                        |                                                        |                                                        |                                                        |
| 20                                                     | 1963                                                   | Sporting de Luanda (8)                                 |                                                        |                                                        |                                                        |                                                        |
| 21                                                     | 1964                                                   | Nacional de Benguela (5)                               |                                                        |                                                        |                                                        |                                                        |
| 22                                                     | 1965                                                   | Sport Aviação (1)                                      | Sport Sá e Benfica                                     |                                                        |                                                        |                                                        |
| 23                                                     | 1966                                                   | Sport Aviação (2)                                      |                                                        |                                                        |                                                        |                                                        |
| 24                                                     | 1967                                                   | Sport Aviação (3)                                      |                                                        |                                                        |                                                        |                                                        |
| 25                                                     | 1968                                                   | Sport Aviação (4)                                      |                                                        |                                                        |                                                        |                                                        |
| 26                                                     | 1969                                                   | Independente de Tômbua (1)                             |                                                        |                                                        |                                                        |                                                        |
| 27                                                     | 1970                                                   | Independente de Tômbua (2)                             |                                                        |                                                        |                                                        |                                                        |
| 28                                                     | 1971                                                   | Independente de Tômbua (3)                             |                                                        |                                                        |                                                        |                                                        |
| 29                                                     | 1972                                                   | Benfica de Nova Lisboa (1)                             |                                                        |                                                        |                                                        |                                                        |
| 30                                                     | 1973                                                   | FC do Moxico (1)                                       |                                                        |                                                        |                                                        |                                                        |
| 31                                                     | 1974                                                   | Ferroviário de Nova Lisboa (2)                         |                                                        |                                                        |                                                        |                                                        |
| 32                                                     | 1975                                                   | Campeonato interrompido                                | Campeonato interrompido                                | Campeonato interrompido                                | Campeonato interrompido                                | Campeonato interrompido                                |
| –                                                      | 1976–1978                                              | Desconhecido                                           | Desconhecido                                           | Desconhecido                                           | Desconhecido                                           | Desconhecido                                           |
| Girabola (1979–presente)                               |                                                        |                                                        |                                                        |                                                        |                                                        |                                                        |
| 33                                                     | 1979                                                   | 1º de Agosto (1)                                       | Nacional de Benguela                                   | Sport Aviação                                          | Machado (Sporting L.)                                  | 18                                                     |
| 34                                                     | 1980                                                   | 1º de Agosto (2)                                       | Sport Aviação                                          | Benfica de Nova Lisboa                                 | Alves (1º de Agosto)                                   | 29                                                     |
| 35                                                     | 1981                                                   | 1º de Agosto (3)                                       | Sport Aviação                                          | Benfica de Nova Lisboa                                 | Maluka (1º de Maio)                                    | 20                                                     |
| 36                                                     | 1982                                                   | Petro de Luanda (1)                                    | 1º de Agosto                                           | 1º de Maio                                             | Jesus (Petro de Luanda)                                | 21                                                     |
| 37                                                     | 1983                                                   | 1º de Maio (1)                                         | 1º de Agosto                                           | Benfica de Nova Lisboa                                 | Maluka (1º de Maio)                                    | 17                                                     |
| 38                                                     | 1984                                                   | Petro de Luanda (2)                                    | Interclube                                             | Petro do Huambo                                        | Jesus (Petro de Luanda)                                | 22                                                     |
| 39                                                     | 1985                                                   | 1º de Maio (2)                                         | Interclube                                             | Desportivo da Chela                                    | Jesus (Petro de Luanda)                                | 19                                                     |
| 40                                                     | 1986                                                   | Petro de Luanda (3)                                    | Interclube                                             | Ferroviário da Huíla                                   | Túbia (Interclube)                                     | 20                                                     |
| 41                                                     | 1987                                                   | Petro de Luanda (4)                                    | 1º de Agosto                                           | Petro do Huambo                                        | Mavó (Fer. Huíla)                                      | 20                                                     |
| 42                                                     | 1988                                                   | Petro de Luanda (5)                                    | Ferroviário da Huíla                                   | 1º de Agosto                                           | Manuel (1º de Agosto)                                  | 16                                                     |
| 43                                                     | 1989                                                   | Petro de Luanda (6)                                    | 1º de Maio                                             | 1º de Agosto                                           | André (Desp. Cuca)                                     | 18                                                     |
| 44                                                     | 1990                                                   | Petro de Luanda (7)                                    | 1º de Maio                                             | 1º de Agosto                                           | Mona (Petro de Luanda)                                 | 17                                                     |
| 45                                                     | 1991                                                   | 1º de Agosto (4)                                       | Sagrada Esperança                                      | Petro de Luanda                                        | Amaral (S.Esperança)                                   | 23                                                     |
| 46                                                     | 1992                                                   | 1º de Agosto (5)                                       | Sport Aviação                                          | Petro de Luanda                                        | Amaral (Petro de Luanda)                               | 20                                                     |
| 47                                                     | 1993                                                   | Petro de Luanda (8)                                    | 1º de Maio                                             | Desportivo da EKA                                      | Serginho (Desp. EKA)                                   | 14                                                     |
| 48                                                     | 1994                                                   | Petro de Luanda (9)                                    | 1º de Maio                                             | Independente de Tômbua                                 | Kabongo (Sonangol)                                     | 16                                                     |
| 49                                                     | 1995                                                   | Petro de Luanda (10)                                   | Sport Aviação                                          | 1º de Agosto                                           | Serginho (Desp. EKA)                                   | 19                                                     |
| 50                                                     | 1996                                                   | 1º de Agosto (6)                                       | Petro de Luanda                                        | Sagrada Esperança                                      | Caná (Académica)                                       | 16                                                     |
| 51                                                     | 1997                                                   | Petro de Luanda (11)                                   | Sagrada Esperança                                      | Sonangol do Namibe                                     | Neli (Petro Huambo)                                    | 12                                                     |
| 52                                                     | 1998                                                   | 1º de Agosto (7)                                       | Petro de Luanda                                        | Sport Aviação                                          | Beto (Petro de Luanda)                                 | 14                                                     |
| 53                                                     | 1999                                                   | 1º de Agosto (8)                                       | Académica do Lobito                                    | Interclube                                             | Isaac (1º de Agosto)                                   | 16                                                     |
| 54                                                     | 2000                                                   | Petro de Luanda (12)                                   | Sport Aviação                                          | Petro do Huambo                                        | Blanchard (Benfica Luanda)                             | 19                                                     |
| 55                                                     | 2001                                                   | Petro de Luanda (13)                                   | Sport Aviação                                          | Petro do Huambo                                        | Flávio (Petro de Luanda)                               | 23                                                     |
| 56                                                     | 2002                                                   | Sport Aviação (1)                                      | 1º de Agosto                                           | Petro de Luanda                                        | Flávio (Petro de Luanda)                               | 16                                                     |
| 57                                                     | 2003                                                   | Sport Aviação (2)                                      | Petro de Luanda                                        | Petro do Huambo                                        | Mateus (Interclube)                                    | 12                                                     |
| 58                                                     | 2004                                                   | Sport Aviação (3)                                      | Sagrada Esperança                                      | Interclube                                             | Love (Sport Aviação)                                   | 17                                                     |
| 59                                                     | 2005                                                   | Sagrada Esperança (1)                                  | Sport Aviação                                          | Petro de Luanda                                        | Love (Sport Aviação)                                   | 13                                                     |
| 60                                                     | 2006                                                   | 1º de Agosto (9)                                       | Petro de Luanda                                        | Interclube                                             | Manucho (Petro de Luanda)                              | 16                                                     |
| 61                                                     | 2007                                                   | Interclube (1)                                         | 1º de Agosto                                           | Petro de Luanda                                        | Manucho (Petro de Luanda)                              | 14                                                     |
| 62                                                     | 2008                                                   | Petro de Luanda (14)                                   | 1º de Agosto                                           | Recreativo do Libolo                                   | Santana (Petro de Luanda)                              | 20                                                     |
| 63                                                     | 2009                                                   | Petro de Luanda (15)                                   | Recreativo do Libolo                                   | Benfica de Luanda                                      | Davíd (Petro de Luanda)                                | 19                                                     |
| 64                                                     | 2010                                                   | Interclube (2)                                         | Recreativo da Caála                                    | 1º de Agosto                                           | Mpele (Kabuscorp)                                      | 14                                                     |
| 65                                                     | 2011                                                   | Recreativo do Libolo (1)                               | Kabuscorp                                              | Petro de Luanda                                        | Love (Petro de Luanda)                                 | 20                                                     |
| 66                                                     | 2012                                                   | Recreativo do Libolo (2)                               | 1º de Agosto                                           | Petro de Luanda                                        | Yano (Progresso)                                       | 14                                                     |
| 67                                                     | 2013                                                   | Kabuscorp (1)                                          | 1º de Agosto                                           | Bravos do Maquis                                       | Meyong (Kabuscorp)                                     | 20                                                     |
| 68                                                     | 2014                                                   | Recreativo do Libolo (3)                               | Kabuscorp                                              | Benfica de Luanda                                      | Meyong (Kabuscorp)                                     | 17                                                     |
| 69                                                     | 2015                                                   | Recreativo do Libolo (4)                               | 1º de Agosto                                           | Benfica de Luanda                                      | Yano (Progresso)                                       | 13                                                     |
| 70                                                     | 2016                                                   | 1º de Agosto (10)                                      | Petro de Luanda                                        | Recreativo do Libolo                                   | Dala (1º de Agosto)                                    | 23                                                     |
| 71                                                     | 2017                                                   | 1º de Agosto (11)                                      | Petro de Luanda                                        | Sagrada Esperança                                      | Azulão (Petro de Luanda)                               | 16                                                     |
| 72                                                     | 2018                                                   | 1º de Agosto (12)                                      | Petro de Luanda                                        | Interclube                                             | Azulão (Petro de Luanda)                               | 20                                                     |
| 73                                                     | 2018–19                                                | 1º de Agosto (13)                                      | Petro de Luanda                                        | Desportivo da Huíla                                    | Mabululu (1º de Agosto)                                | 14                                                     |
| 74                                                     | 2019–20                                                | Campeonato cancelado devido à Pandemia de COVID-19     | Campeonato cancelado devido à Pandemia de COVID-19     | Campeonato cancelado devido à Pandemia de COVID-19     | Campeonato cancelado devido à Pandemia de COVID-19     | Campeonato cancelado devido à Pandemia de COVID-19     |
| 75                                                     | 2020–21                                                | Sagrada Esperança (2)                                  | Petro de Luanda                                        | 1º de Agosto                                           | Azulão (Petro de Luanda)                               | 16                                                     |
| 76                                                     | 2021–22                                                | Petro de Luanda (16)                                   | 1º de Agosto                                           | Sagrada Esperança                                      | Azulão (Petro de Luanda)                               | 21                                                     |
| 77                                                     | 2022–23                                                | Petro de Luanda (17)                                   | 1º de Agosto                                           | Sagrada Esperança                                      | Azulão (Petro de Luanda)                               | 20                                                     |
| 78                                                     | 2023–24                                                | Petro de Luanda (18)                                   | Sagrada Esperança                                      |                                                        | Benarfa (Kabuscorp)                                    | 14                                                     |
| 79                                                     | 2024–25                                                | Petro de Luanda (19)                                   | Wiliete                                                | 1º de Agosto                                           | Kaporal (Wiliete)                                      | 22                                                     |

### Títulos por clube
| Clube                  | Campeão | Vice-campeão | Ano dos títulos |
| ---------------------- | ------- | ------------ | --- |
| Petro de Luanda        | 19      | 9            | 1982, 1984, 1986, 1987, 1988, 1989, 1990, 1993, 1994, 1995, 1997, 2000, 2001, 2008, 2009, 2021–22, 2022–23, 2023–24, 2024–25 |
| 1º de Agosto           | 13      | 11           | 1979, 1980, 1981, 1991, 1992, 1996, 1998, 1999, 2006, 2016, 2017, 2018, 2018–19                                              |
| Sporting de Luanda     | 8       | 0            | 1941, 1942, 1944, 1946, 1947, 1955, 1956, 1963                                                                               |
| Sport Aviação          | 7       | 7            | 1965, 1966, 1967, 1968, 2002, 2003, 2004                                                                                     |
| Nacional de Benguela   | 5       | 1            | 1952, 1959, 1960, 1961, 1964                                                                                                 |
| Recreativo do Libolo   | 4       | 1            | 2011, 2012, 2014, 2015 |
| Ferroviário de Luanda  | 3       | 0            | 1953, 1957, 1962 |
| Independente de Tômbua | 3       | 0            | 1969, 1970, 1971 |
| 1º de Maio             | 2       | 4            | 1983, 1985 |
| Sagrada Esperança      | 2       | 4            | 2005, 2020–21 |
| Interclube             | 2       | 3            | 2007, 2010 |
| Sport da Catumbela     | 2       | 0            | 1945, 1958 |
| Ferroviário do Huambo  | 2       | 0            | 1951, 1974 |
| Kabuscorp              | 1       | 2            | 2013 |
| Benfica de Benguela    | 1       | 0            | 1943 |
| Lobito                 | 1       | 0            | 1954 |
| Benfica do Huambo      | 1       | 0            | 1972 |
| FC do Moxico           | 1       | 0            | 1973 |

## Melhores marcadores
Entre os maiores marcadores de golos nesta competição destaca-se Carlos Alves, do 1.º de Agosto, que em 1980 registou um total de 29 golos. Seguem-se neste escalonamento três jogadores com 23 golos: Amaral Aleixo (Sagrada Esperança) em 1991; Flávio Amado (Petro Luanda) em 2001 e Gelson Dala (1.º de Agosto) em 2016.
Entre os jogadores que mais vezes encabeçaram a tabela de maiores marcadores do Girabola, com a conquista em três edições, encontramos Jesus, do Petro Luanda, (1982, 1984 e 1985) e Love Kabungula, com o ASA em 2004 e 2005 e pelo Petro Atlético em 2011.